# Остров Рудольфа
Остров Рудо́льфа — остров в Северном Ледовитом океане, на севере Европы. Самый северный из островов Земли Франца-Иосифа. Часть полярных владений России, административно входит в состав Приморского района Архангельской области.
Площадь 297 км². Почти полностью покрыт ледником.
Мыс Флигели на острове традиционно упоминается как самая северная точка суши в пределах Российской Федерации, Европы и всей Евразии, однако часть берега к западу находится несколько севернее оконечности мыса.

## История

Карта района экспедиции лейтенанта Брусилова в 1912—1914 гг. из книги В. И. Альбанова «На юг к Земле Франца Иосифа!» — Петроград, 1917 год

Остров, как и весь архипелаг Франца-Иосифа, открыт в 1873 австро-венгерской экспедицией исследователя Юлиуса Пайера, был назван по имени Рудольфа, кронпринца Австрии.
В 1900 году экспедиция капитана Каньи выяснила, что к северу и северо-западу от острова Рудольфа нет предсказанной Земли Петермана и Земли Короля Оскара.
В 1914 году на острове был похоронен полярный исследователь Георгий Яковлевич Седов, умерший во время экспедиции к Северному полюсу.
Метеорологическая станция на острове Рудольфа была открыта летом 1932 года в рамках программы Второго Международного полярного года; эта станция была самой северной точкой наблюдений программы. На первую зимовку остались 4 человека во главе с Филиппом Ивановичем Балабиным. Через год станцию законсервировали, и вновь работы продолжились летом 1936 года. В 1936 году на острове была создана база первой советской воздушной экспедиции на Северный полюс. Оттуда в мае 1937 года четыре тяжёлых четырёхмоторных самолёта АНТ-6 доставили команду и оборудование первой в мире дрейфующей полярной станции СП-1 под командованием И. Д. Папанина на Северный полюс. В период с апреля 1942 года до 1947 года станция Рудольфа вновь была законсервирована. Последний период работы 1947—1995 годы.

## География

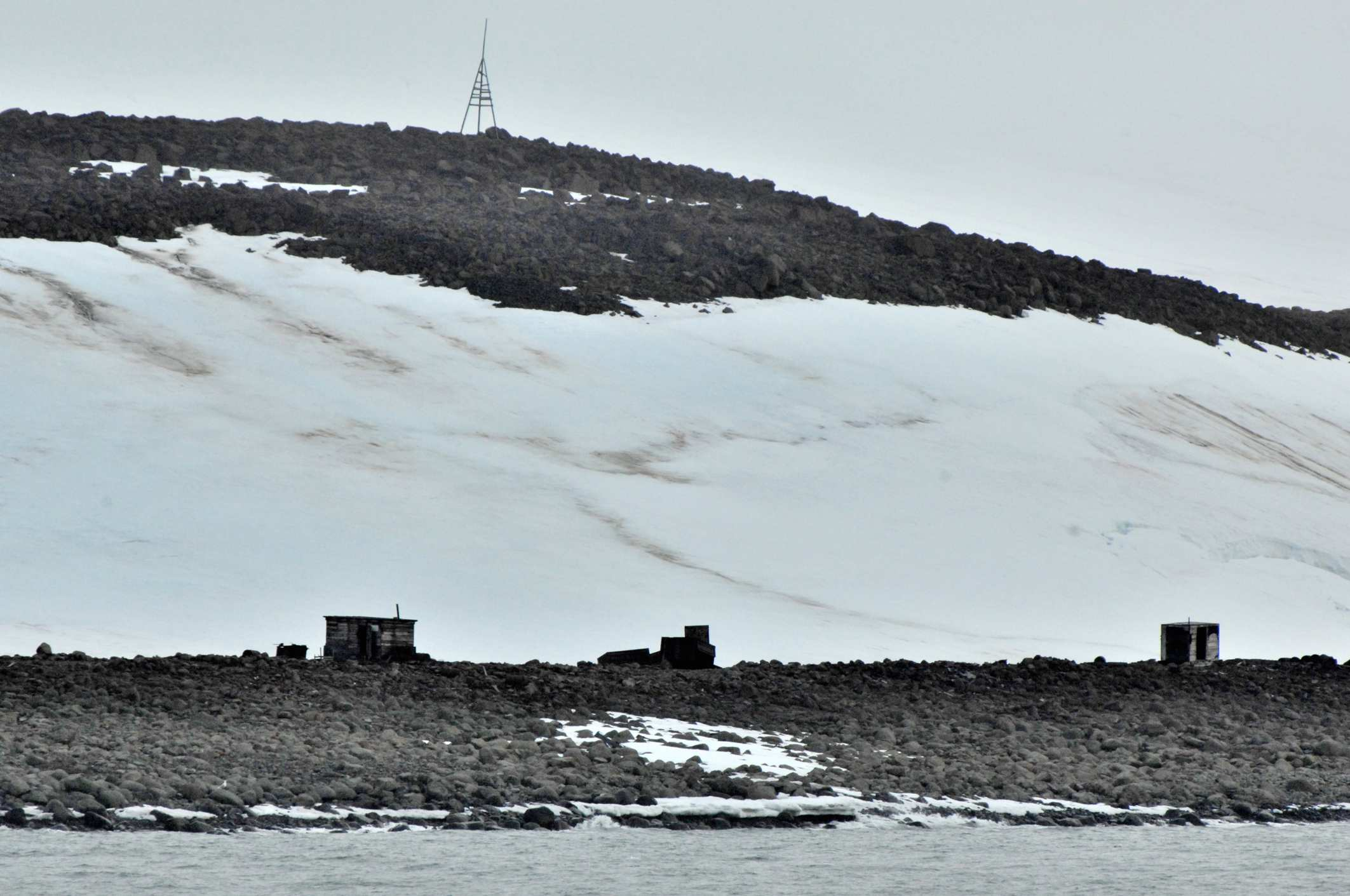
Западный берег острова Рудольфа, бухта Те́плиц

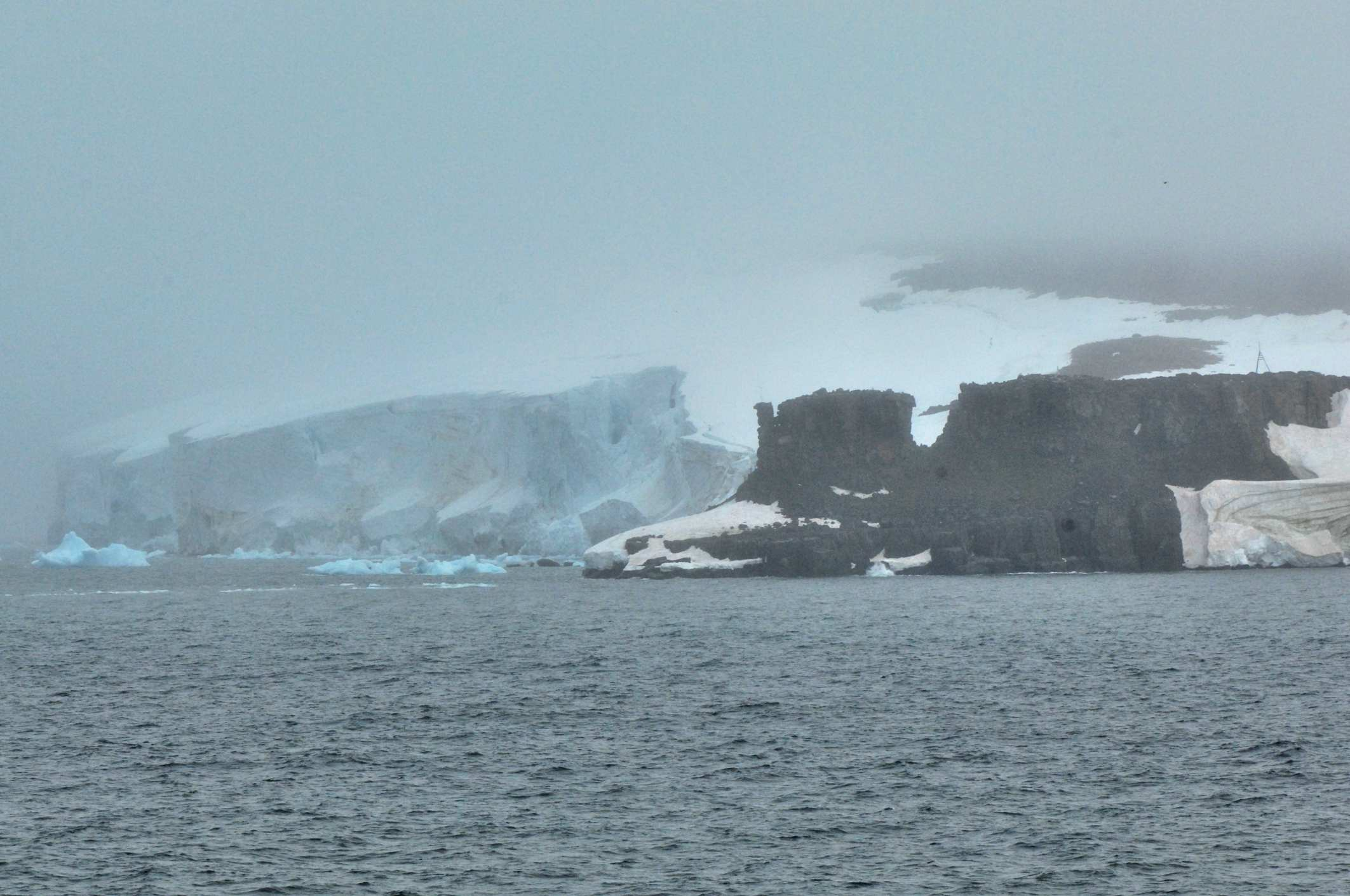
Мыс Столбовой

Остров со всех сторон омывается водами Северного Ледовитого океана. С юга пролив Неймайера отделяет его от островов Октябрят и острова Гогенлоэ. Рельеф горный, берега обрывисты, центральный хребет вытянут с запад-юго-запада на восток-северо-восток. Наивысшая точка (461 м) находится в центре острова, есть ещё три вершины высотой от 400 до 450 м. В южной оконечности ледник Миддендорфа. На западе рядом с бухтой Те́плиц расположена полярная станция Рудольфа. Некоторые оконечности острова имеют собственные названия (перечислены с запада по часовой стрелке): 
- мыс Столбовой (самая западная точка острова; назван по имеющимся на нём скальным образованиям с плоской вершиной, напоминающим столбы),
- мыс Германия,
- мыс Флигели (близок к самой северной точке острова и всей Евразии),
- мыс Уэлмана (самая восточная точка острова),
- мыс Рат,
- мыс Габермана,
- мыс Бророк (самая южная точка острова),
- мыс Аук.